# Lycée Michel Rodange
De Lycée Michel Rodange, afgekort LMRL, is een in 1968 opgerichte openbare middelbare school in Luxemburg-Stad. De school is gelegen op de Campus Geesseknäppchen.

## Bekende alumni
- Jean-Claude Juncker, premier van Luxemburg en Voorzitter van de Europese Commissie
- Françoise Hetto-Gaasch, minister van Toerisme
- Filip Markiewicz, kunstenaar

## Bekende lesgevers
- Mady Delvaux-Stehres, minister van Onderwijs
- Félix Hülsemann, kunstschilder
- Jean Leyder, kunstenaar